# Betânia (Ipatinga)
Betânia é um bairro do município brasileiro de Ipatinga, no interior do estado de Minas Gerais. Localiza-se no distrito-sede, estando situado na Regional VI. Segundo o censo demográfico de 2022, realizado pelo Instituto Brasileiro de Geografia e Estatística (IBGE), sua população era de 25 546 habitantes e havia 9 340 domicílios particulares permanentes ocupados. Trata-se então do segundo bairro mais populoso do município, atrás apenas do vizinho Canaã, sendo também o nono bairro mais habitado de Minas Gerais. Possui área de 3,6 km² conforme a prefeitura.
De acordo com o IBGE, em 2010 a população era de 27 857 habitantes e havia 8 115 domicílios particulares. No entanto, sua área inclui como extensões algumas localidades e bairros não oficiais, por exemplo: Morro do Cruzeiro, São Francisco e Vila Militar.

## História

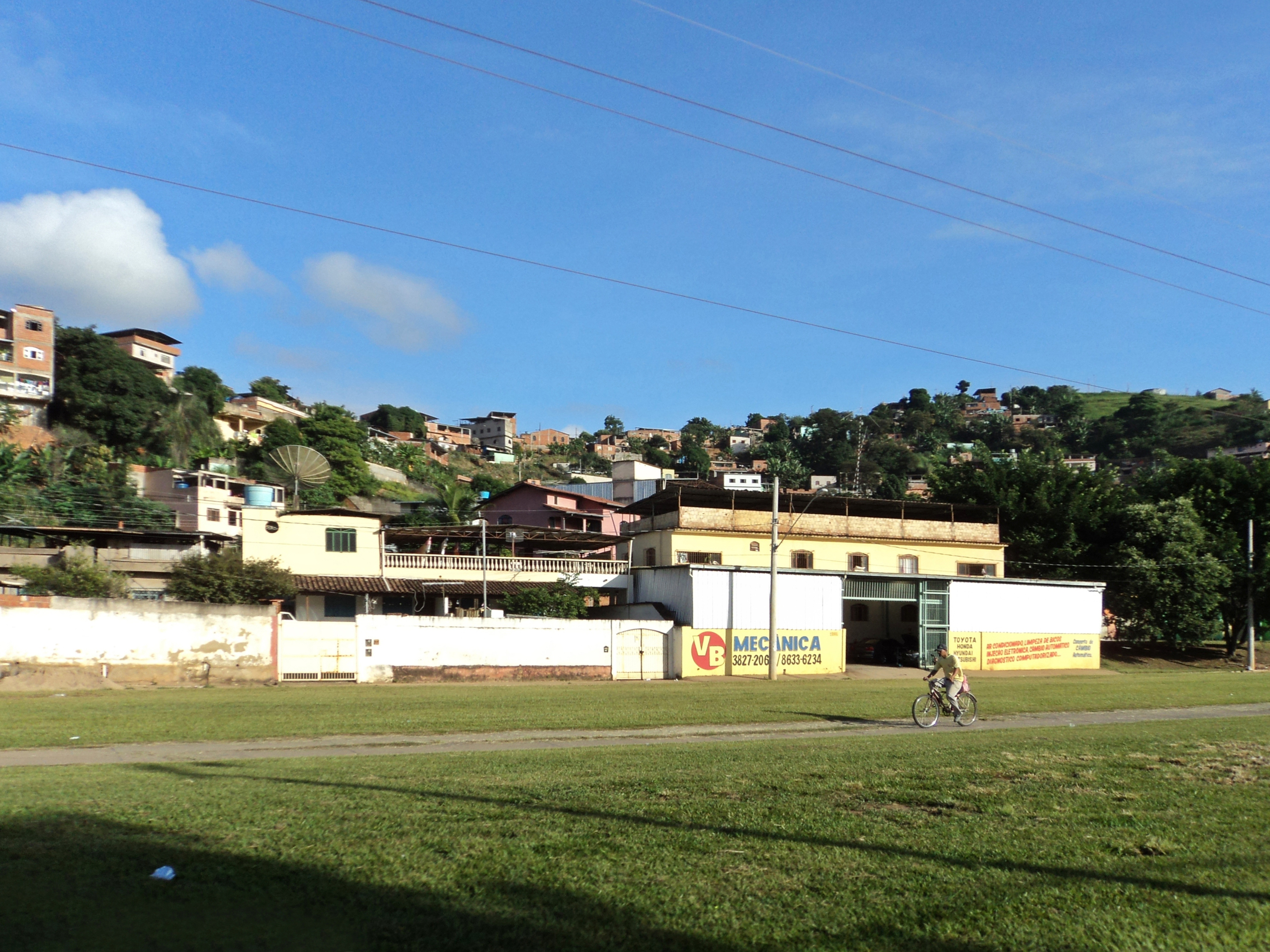
Moradias em morros no Betânia, vistas da Avenida Selim José de Sales, em 2011.

A área do atual bairro era uma fazenda, originalmente denominada Fazenda Barra Grande, comprada por Pedro Soares em 1937. Em 1950, foi adquirida pelo libanês Selim José de Sales, pai do ex-prefeito de Ipatinga Jamill Selim de Sales, quando também foi renomeada para Fazenda Betânia. O ribeirão Ipanema era um divisor natural das terras de Jamill e de Jair Gonçalves, proprietário da Fazenda Prato Raso, que também deu origem a alguns bairros de Ipatinga (como Iguaçu e Cidade Nobre).
Na década de 1960 uma parte da Fazenda Betânia foi loteada, dando origem ao bairro Canaã. Posteriormente a área do atual bairro Betânia também foi loteada, com sua aprovação pela prefeitura em 1974. O nome da antiga fazenda foi mantido pela nova divisão. A prefeitura foi a responsável por executar obras de infraestrutura nos principais corredores de circulação da localidade, como asfaltamento de vias, instalação de redes de esgoto e rede elétrica. A Avenida Selim José de Sales se estabeleceu como principal via de acesso e artéria comercial do bairro.

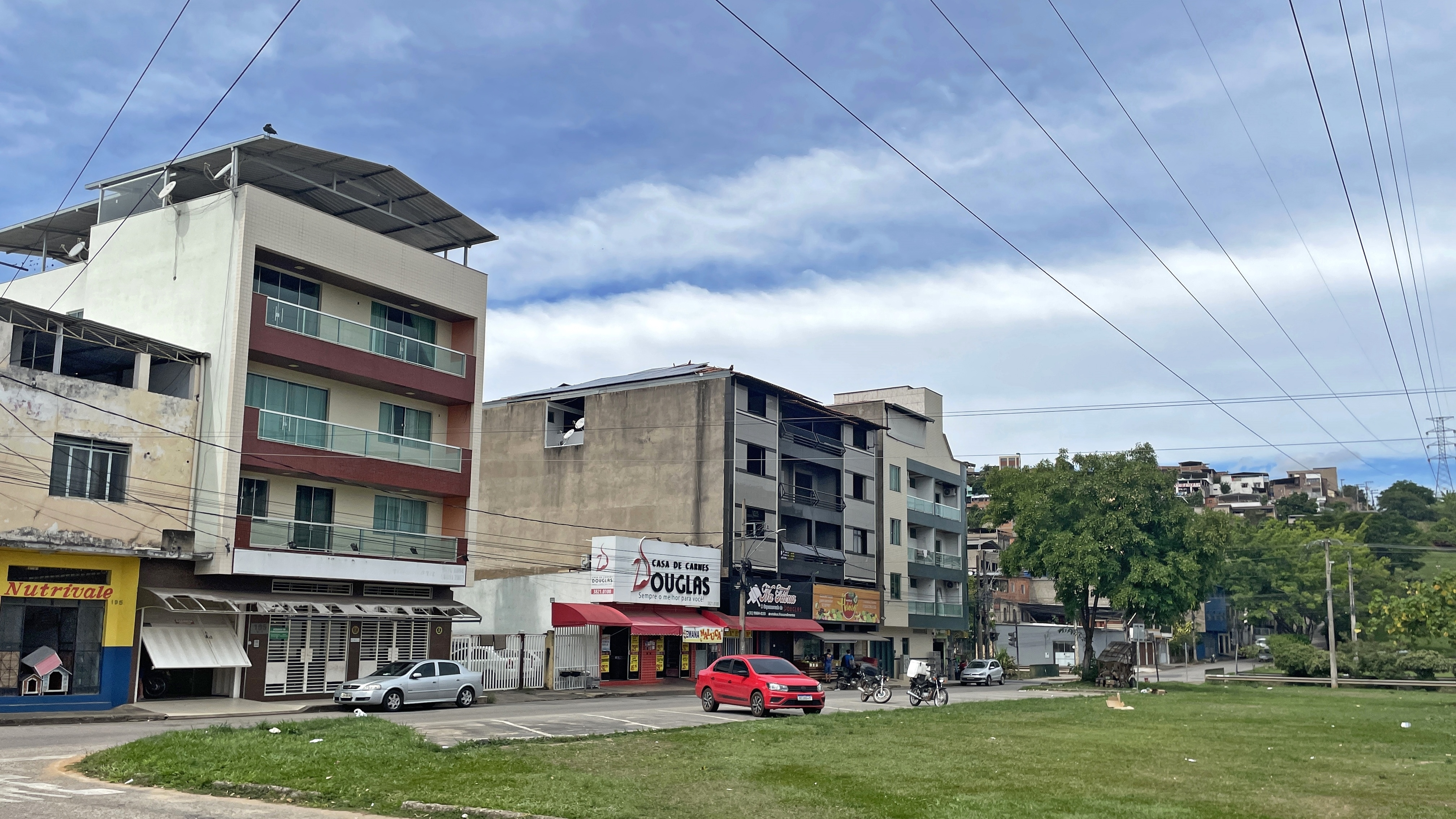
Comércio na Avenida José Assis de Vasconcelos

O crescimento urbano da localidade aconteceu de forma súbita e sem controle, em um contexto de progresso econômico em Ipatinga incentivado pela instalação da Usiminas, que atraía moradores de outras cidades. Muitas vezes se expandiu para morros e margens de cursos hídricos. Por ser um bairro periférico, mais afastado do núcleo industrial, as terras do Betânia tinham valores menores, portanto eram mais acessíveis à população de menor capacidade econômica. Dessa forma, foi bastante optado por funcionários da empresa que não conseguiam se estabelecer nos bairros planejados da Vila Operária, por trabalhadores de empreiteiras envolvidas nas expansões da usina e também por pessoas desempregadas ou em subempregos. Na década de 1990, foi criada a Associação Habitacional de Ipatinga (AHI), que desenvolveu um mutirão no Betânia: São Francisco.
No começo do século XXI, a região dos bairros Betânia e Canaã se consolidou como a mais populosa da cidade, com os dois vizinhos sendo os mais habitados do município. Essa área periférica começou a ser visada pelo setor imobiliário, frente à valorização da zona urbana de Ipatinga, incentivando a construção civil nos bairros próximos. Posteriormente, a expansão urbana do Betânia se estendeu ao bairro Granjas Vaga-lume e à cidade vizinha Santana do Paraíso. Inclusive, existe um lotamento neste município vizinho chamado Residencial Betânia, que faz divisa com o bairro ipatinguense, de forma a ser associado à cidade de Ipatinga e assim agregar valor.
O Betânia foi o local mais afetado pelas chuvas históricas de 12 de janeiro de 2025, que provocaram sete mortes em deslizamentos de terra somente no bairro, sendo cinco pessoas de uma mesma família, além de interdições de muitas outras moradias e vias.

## Descrição

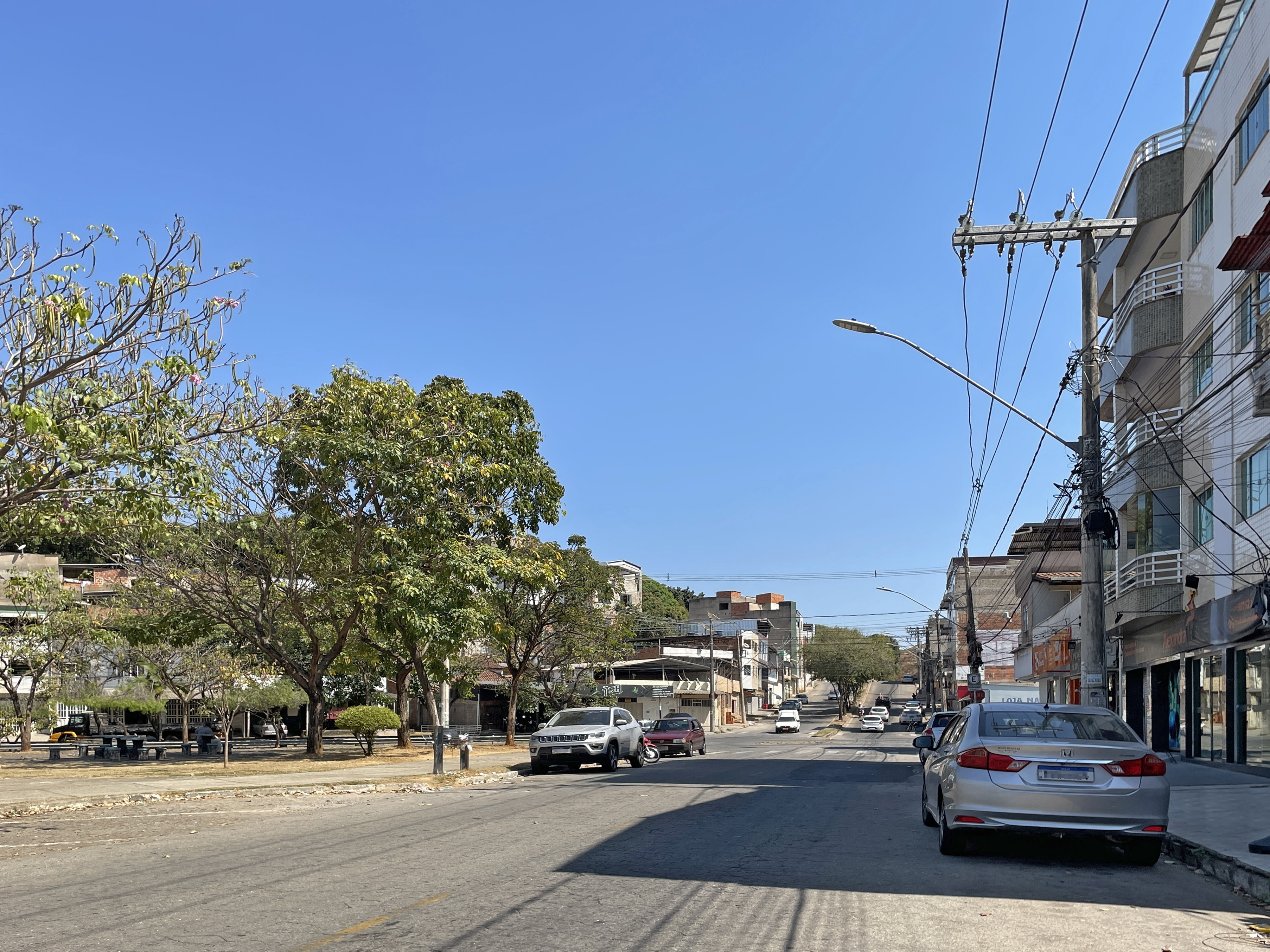
Rua Tóquio no interior do bairro

A atividade comercial está concentrada na Avenida Selim José de Sales, cuja movimentação de pessoas é considerada um atrativo por empresários e investidores comerciais, assim como a concentração populacional da região. Outros pontos de referência são o Parque do Itamaraty e a quadra poliesportiva do Morro do Cruzeiro. O Betânia sedia a Paróquia Cristo Redentor, que também possui comunidades em bairros próximos e está subordinada à Diocese de Itabira-Fabriciano.
A maioria das ruas do interior da localidade levam nomes de cidades do mundo, como Quebec, Tóquio, Estocolmo, Boston e Argel. Trata-se de um bairro periférico de Ipatinga e possui índices relativamente altos de criminalidade. Segundo o IBGE, possui pelo menos cinco áreas consideradas como favelas e comunidades urbanas, que são o Assentamento Boston (1 830 habitantes em 2022), Assentamento Pusco (1 335 habitantes), Assentamento Turim (1 628 habitantes), Morro Guimarães (2 678 habitantes) e Vila Militar (1 008 habitantes).